# Płytka zagardzielowa
Płytka zagardzielowa (łac. postgula, l. mn. postgulae) – skleryt obecny u niektórych owadów w części szyjnej.
Wśród chrząszczy płytka ta występuje u grup chrząszczy wielożernych o pojedynczym szwie gularnym, np. u większości ryjkowców. Położona jest ona po brzusznej stronie membrany szyjnej (między głową a przedtułowiem) i prawdopodobnie powstaje poprzez zlanie się ze sobą sklerytów szyjnych.
Postgula obecna jest również u larw niektórych chruścików. U Orthotricha costalis (Hydroptilidae) ma kształt trójkątny, zaokrąglony od strony tułowia i wklęsły na przedniej krawędzi.